# みずがめ座ラムダ星
みずがめ座λ星（みずがめざラムダせい、λ Aquarii、λ Aqr）は、みずがめ座にある恒星である。黄道にとても近い位置にあるので、月による星食や惑星との接近が度々起こっている。視等級は3.8で、肉眼でみることができる。地球からの距離は、およそ305光年である。

## 特徴
みずがめ座λ星は赤色巨星で、スペクトル型はM2.5 III Fe-0.5とされ、光度階級の後に続く指数は、軽度の金属欠乏を示す種族IIの恒星であることを意味する。
みずがめ座λ星は、ヒッパルコス衛星によって明るさの変化が確認されており、変光星総合カタログにも収録される変光星である。変光星としての分類は、不規則変光星のLB型であり、これは不規則変光星の中ではゆっくり変光する巨星が該当する。変光のしくみは脈動と考えられ、光度曲線の分析から、変光には24.5日、32.0日、49.5日と3通りの周期があるとみられる。
みずがめ座λ星は、漸近巨星枝星とみられており、放射エネルギー源は炭素や酸素からなる核と、それを取り巻くヘリウム、水素の燃焼が起こる同心殻、という構造だと考えられる。
月による掩蔽の利用や、スペックル・イメージングによって、みずがめ座λ星は繰り返し視直径の測定が行われているが、その際に、0.53秒離れた位置に暗い恒星がみつかった。その恒星は、異なる波長でのみずがめ座λ星との等級差の比較から、質量が太陽の1.2倍程度、スペクトル型がF5 VのF型主系列星と予想され、みずがめ座λ星と物理的に結びついた伴星である可能性もある。

## 名称
みずがめ座λ星には、ヒュドル（Hydor）という固有名があるとする者もあり、この名前はアメリカのアマチュア博物学者アレンによれば、ギリシャ語で「水」を意味するὝδωρに由来するものである。
アレンはまた、インド占星術における星宿ナクシャトラにおいて、ヴァルナを守護神とするシャタビシャーが、みずがめ座λ星を中心とする星々であるとしている。
中国では、みずがめ座λ星は、防壁線を意味する塁壁陣（拼音: Lěi Bì Zhèn）という星官を、やぎ座κ星、やぎ座ε星、やぎ座γ星、やぎ座δ星、みずがめ座ι星、みずがめ座σ星、みずがめ座φ星、うお座27番星、うお座29番星、うお座33番星、うお座30番星と共に形成する。みずがめ座λ星自身は、塁壁陣七（拼音: Lěi Bì Zhèn qī）つまり塁壁陣の7番星として知られる。